# 皮洛西克
皮洛西克（法語：Puylausic，法語發音：[pɥilozik]）是法国热尔省的一个市镇，属于欧什区。

## 地理
皮洛西克（43°26'53"N, 0°55'54"E）面积9.84 平方千米，位于法国奧克西塔尼大區热尔省，该省份为法国西南部内陆省份，北起顺时针与洛特-加龙省、塔恩-加龙省、上加龙省、上比利牛斯省、大西洋比利牛斯省和朗德省接壤。
与皮洛西克接壤的市镇（或旧市镇、城区）包括：萨马唐、加拉韦、隆贝兹、蒙塔代、蒙泰居萨韦斯、圣利济耶迪普朗泰、索维蒙。
皮洛西克的时区为UTC+01:00、UTC+02:00（夏令时）。

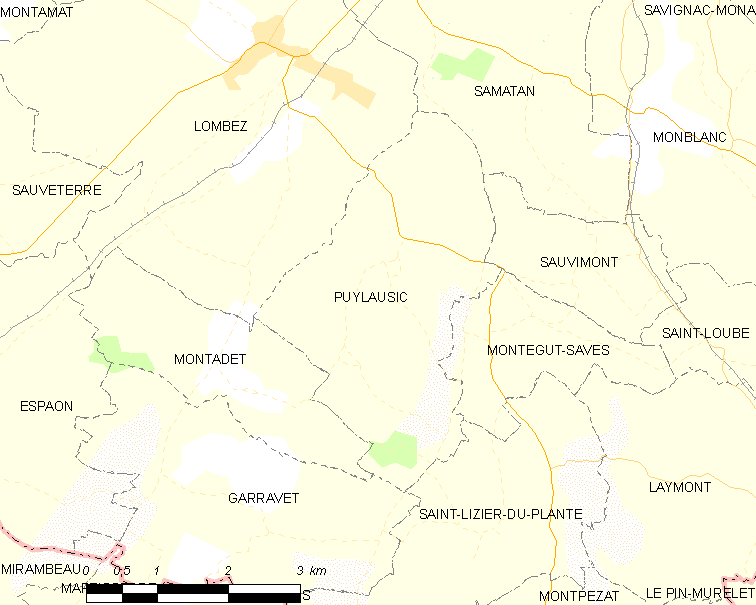
皮洛西克的OSM定位图

## 行政
皮洛西克的邮政编码为32220，INSEE市镇编码为32336。

## 政治
皮洛西克所属的省级选区为萨沃河谷县。

## 人口

1962-2008年间皮洛西克人口变化图示

皮洛西克于2022年1月1日时的人口数量为159人。